# Triphleba hentrichi
Triphleba hentrichi är en tvåvingeart som beskrevs av Schmitz 1934. Triphleba hentrichi ingår i släktet Triphleba och familjen puckelflugor. Inga underarter finns listade i Catalogue of Life.